# Corán mauritano
El Corán de Mauritania (en árabe المصحف الموريتاني al-muṣḥaf al-mūrītānī) es la edición del Corán o muṣḥaf publicada en 2012 a partir de la narración de Warsh con la autoridad de Nafeh. Se trata del primer mushaf en República Islámica de Mauritania.